# マルタケ (競走馬)
マルタケ（1936年 - 1955年）は日本の競走馬。1939年の京都農林省賞典4歳呼馬（現在の菊花賞）、1941年の帝室御賞典 (春)（現在の天皇賞）に優勝した。
当時は調騎分離される前だったこともあり、調教師の清水茂次が20戦中19戦に騎乗している。
※成績や情報などは古いため正確性に欠ける部分もある。なお、本文中の馬齢については旧表記を採用する。

## 経歴
1939年3月20日に小倉競馬場でデビューし、3連勝。そのいずれも楽勝であったことから第8回東京優駿競走（日本ダービー）の有力候補とされた。しかし、東上しての古馬との混合戦で2着に入ったものの、続く東京優駿では直線で伸びを欠き6着に敗れた。それが生涯唯一の着外である。
北海道に戻り、8月に札幌競馬場のレースで復帰するとレコードタイムで優勝。その後も連勝を続け、第2回京都農林省賞典4歳呼馬では先頭を軽快に逃げ、2着シママツに1馬身4分の1差をつけて優勝し、これで6連勝とした。その後、小倉競馬場でひとつ勝鞍を加えて4歳シーズンを終えた。
翌1940年も勝ち続け、前年からの連勝を9まで伸ばした。しかし第6回帝室御賞典（春）では伏兵トキノチカラの4着、第7回帝室御賞典（秋）は本格化したロツキーモアーの3着に敗れるなど惜敗が続いた。
翌1941年に出走した第8回帝室御賞典（春）は5か月ぶりのレースだったが1番人気に応えて優勝し、このレースを最後に勇退した。なお、この回より太平洋戦争（戦時中）に伴う貴金属資源の不足により御賞典と言えども時代の背景には勝てず「競馬恩賞」と書かれた菊花御紋入りの木製の楯が代わりに下賜（優勝馬主に対しての持ち回り賞品）されるようになる。
引退後は馬主が所有するマルタケ牧場で種牡馬となり、まずまずの成功を収めた。しかし種牡馬になった産駒はおらず、父系は途絶えた。

## 種牡馬成績
- ナスノタケ（阪神記念、天皇賞2着）
- ナンバイチバン（日本経済新春盃、スワンステークス）
- ミネハル（阪神3歳ステークス）
- ケンホウ（啓衆社賞最優秀3歳牝馬）

## 血統表
| マルタケの血統                    | マルタケの血統                               | マルタケの血統            | （血統表の出典）          | （血統表の出典） |
| 父系                              | セントサイモン系                             | セントサイモン系          | セントサイモン系          | [ § 2 ]          |
| 父 ハクリユウ 1928 栗毛           | 父の父ラシデヤー 1918 栗毛                   | *ラシカツター             | Persimmon                 | Persimmon        |
| 父 ハクリユウ 1928 栗毛           | 父の父ラシデヤー 1918 栗毛                   | *ラシカツター             | Curbstone                 |                  |
| 父 ハクリユウ 1928 栗毛           | 父の父ラシデヤー 1918 栗毛                   | *オーデヤレスト           | Hackler                   | Hackler          |
| 父 ハクリユウ 1928 栗毛           | 父の父ラシデヤー 1918 栗毛                   | *オーデヤレスト           | Louise                    |                  |
| 父 ハクリユウ 1928 栗毛           | 父の母フロリスト 1919 栗毛                   | *ガロン                   | Gallinule                 | Gallinule        |
| 父 ハクリユウ 1928 栗毛           | 父の母フロリスト 1919 栗毛                   | *ガロン                   | Flair                     |                  |
| 父 ハクリユウ 1928 栗毛           | 父の母フロリスト 1919 栗毛                   | 第四フロリースカツプ      | *インタグリオー           | *インタグリオー  |
| 父 ハクリユウ 1928 栗毛           | 父の母フロリスト 1919 栗毛                   | 第四フロリースカツプ      | *フロリースカツプ         |                  |
| 母 第二サブスチチユート 1929 栗毛 | 母の父Dress Parade 1923 栗毛                 | Man o' War                | Fair Play                 | Fair Play        |
| 母 第二サブスチチユート 1929 栗毛 | 母の父Dress Parade 1923 栗毛                 | Man o' War                | Mahubah                   |                  |
| 母 第二サブスチチユート 1929 栗毛 | 母の父Dress Parade 1923 栗毛                 | Trasher                   | Trap Rock                 | Trap Rock        |
| 母 第二サブスチチユート 1929 栗毛 | 母の父Dress Parade 1923 栗毛                 | Trasher                   | Pedigree                  |                  |
| 母 第二サブスチチユート 1929 栗毛 | 母の母*サブスチチユート Substitute 1917 栗毛 | Stalwart                  | Meddler                   | Meddler          |
| 母 第二サブスチチユート 1929 栗毛 | 母の母*サブスチチユート Substitute 1917 栗毛 | Stalwart                  | Melba                     |                  |
| 母 第二サブスチチユート 1929 栗毛 | 母の母*サブスチチユート Substitute 1917 栗毛 | Understudy                | Star Ruby                 | Star Ruby        |
| 母 第二サブスチチユート 1929 栗毛 | 母の母*サブスチチユート Substitute 1917 栗毛 | Understudy                | Bracegirdle               |                  |
| 母系(F-No.)                       | サブスチチユート系(FN:A1)                    | サブスチチユート系(FN:A1) | サブスチチユート系(FN:A1) | [ § 3 ]          |
| 5代内の近親交配                   | Rock Sand5×5                                 | Rock Sand5×5              | Rock Sand5×5              | [ § 4 ]          |
| 出典                              | 1. 2. 3. 4.                                  | 1. 2. 3. 4.               | 1. 2. 3. 4.               | 1. 2. 3. 4.      |

## 参考資料
- 『菊花賞史I』 （フジテレビ制作、ポニーキャニオン販売）：1997年
- 『天皇賞史I』 （フジテレビ制作、ポニーキャニオン販売）：1995年
- 『中央競馬年鑑 昭和35年』 （日本中央競馬会）：1961年
- 『天皇賞全史』サンケイスポーツ、2014年11月。